# Hermersberg
Hermersberg település Németországban, Rajna-vidék-Pfalz tartományban. Lakosainak száma 1746 fő (2023. december 31.).

## Népesség
A település népességének változása:
| Lakosok száma | 1870 | 1730 | 1729 | 1740 | 1722 | 1746 |
|               | 1975 | 2017 | 2019 | 2021 | 2022 | 2023 |